# Brian Austin Green
 Brian Austin Green (født 15. juli 1973) er en amerikansk skuespiller, der er bedst kendt for sin rolle i tv-serien Beverly Hills 90210 som David Silver.

## Biografi

### Opvækst
Green er født den 15. juli 1973 i Van Nuys, Los Angeles, Californien som søn af Joyce og George Green. Han har en stedbror Keith og en stedsøster Lorelei. Greens mellemnavn Austin blev opfundet af hans forældre, da han var 9 år, fordi der var en anden Brian Green nomineret til en Screen Actors Guild Awards. Han er af skotsk, cherokeeisk, ungarsk og irsk herkomst. Greens far var en "country & western" sanger, der ofte tog ham med til optrædener, hvilket gjorde ham interesseret i musikkens verden. Han voksede op i North Hollywood, Californien, hvor han gik på Hamilton High School Academy of Music, hvorefter han gik på North Hollywood High School. 

### Karriere
Greeens første fuldtidsarbejde som skuespiller var som Brian Cummingham i  Knots Landing fra 1986 til 1989. Green vendte tilbage til serien i miniserien Knots Landing: Back to the Cul-de-Sac i 1997. 

Efterfølgende gav produceren Aaron Spelling, Green rollen som David Silver i tv-serien Beverly Hills 90210, fordi Spelling følte af Greens personlighed afspejlede karakteren David Silvers personlighed. Manuskripterne blev efterfølgende skrevet så de fulgte Greens virkelige interesser. I serien begynder David Silver at eksperimentere med rapmusik og discjocking, ligesom Green selv gjorde. 

I 1996, droppede Green sit mellemnavn Austin, fordi han satsede på en karriere som professionel rapper. Hans mellemnavn Austin blev faktisk kun brugt, for han engang var nomineret til en Screen Actors Guild Awards, og der var allerede en Brian Green registreret. Da han efterfølgende ikke brugte sit navn, droppede han det. Han udgav et hip hop album med titlen One Stop Carnival. Dette album blev en kæmpe fiasko og følgende blev skrevet om albummet: "den fattige mands Vanilla Ice."
Green var også kort med i den mange awardvindende showtime-drama-serie Resurrection Blvd. som Luke Bonner, en politimand som der går på juraskole fra 2001 til 2002. Han var også med i ABC-sitcommen fra 2005, Freddie med Freddie Prinze Jr., inden serien blev aflyst i maj 2006.
Green var også med i horror-serien Grace, der handler om en abort der går galt, sammen med Gilmore Girls-skuespillerinden Liza Weil, der virker som hans kæreste. Serien havde premiere på "Fangoria Weekend of Horrors" den 2. juni , 2006, som muligvis skal bearbejdes til en fuldlængde film, men det kommer an på bemanding og finansiering. 
Green medvirkede som den tilbagevendende Derek Reese, onkel til John Connor i den første sæson af Terminator: The Sarah Connor Chronicles. I april 2008 annoncerede FOX, at Green vil medvirke mere fast i seriens kommende anden sæson.

### Privat
Green var kæreste med medskuespilleren fra Beverly Hills 90210 Tiffani-Amber Thiessen i 1990'erne. Efter de slog op, mødte han skuespillerinden Vanessa Marcil, som også medvirkede i Beverly Hills 90210. De har sammen med søn, Kassius Lijah Marcil-Green (født 30. marts 2002).. 
I 2007 blev han sat sammen med skuespillerinden Megan Fox, de blev gift ved en privat cermoni på Hawaii i år 2010. De har tre sønner: Noah Shannon Green (født 27. september 2012), Bodhi Ransom Green (født 12. februar 2014) og en søn født i august 2016.

### Trivia
- Han spillede trommer i nummer af "Esthero"s andet album, Wikked 'lil Grrrls.
- Var med i en reklame med skuespillerkollegaen Jason Marsden i midten 1980'erne.
- Er 1.80 m høj.
- Ejer sit eget produktionsfirma, "Brian Austin Green Productions".
- Spiller klaver, trommer og guitar.

## Filmografi

### Tv
| År        | Titel                                   | Rolle                              | Bemærkninger                                                                        |
| --------- | --------------------------------------- | ---------------------------------- | ----------------------------------------------------------------------------------- |
| 1986-1989 | Knots Landing                           | Brian Cunningham                   | 7 episoder i serien                                                                 |
| 1987      | Highway to Heaven                       | Matthew Evans                      | Episoden: Normal People                                                             |
| 1987      | Small Wonder                            | Gary                               | Episoderne: Look into My Eyes Project Blender                                       |
| 1987      | Good Morning, Miss Bliss                | Adam Montcrief                     | Episoden: Pilot                                                                     |
| 1989      | Baywatch                                | Brian                              | Episoden: Panic at Malibu Pier                                                      |
| 1990-2000 | Beverly Hills 90210                     | David Silver                       | Tv-serie                                                                            |
| 1991      | Growing Pains                           | Rapper i "Fresh Kid's Music Group" | Episoden: Ben's Rap Group                                                           |
| 1992      | VIP noche                               |                                    | Tv-episode                                                                          |
| 1992      | Melrose Place                           | David Silver                       | Episoderne: Lost & Found Friends & Lovers Pilot                                     |
| 1993      | Saved by the Bell: The College Years    | Sig selv                           |                                                                                     |
| 1994-1995 | Fantastic Four                          | Flammen/The Human Torch            | Stemme 13 episoder i tegneserien                                                    |
| 1996      | MADtv                                   | White Chocolate                    | Tv-episode                                                                          |
| 1996      | Biker Mice from Mars                    | Rimfire                            | Episoden: Once Upon a Time on Mars III                                              |
| 1996      | Malibu Shores                           | Sandy Gage                         | Episoden: New Kids in Town                                                          |
| 1996      | Sabrina, the Teenage Witch              | Chad Corey Dylan                   | Episoden: Dream Date                                                                |
| 1997      | Knots Landing: Back to the Cul-de-Sac   | Brian Cunningham                   | Mini-serie                                                                          |
| 2001      | Resurrection Blvd.                      | Luke Bonner                        | Episoden: Arriba Y Abajo                                                            |
| 2001-2003 | Stacey Stone                            | Lorenzo                            | 15 episoder i serien                                                                |
| 2002      | Trailer Park Boys                       | Politibetjent #2                   | Episoderne: The Bare Pimp Project Never Trust a Man with No Shirt On The Bible Pimp |
| 2002      | The Twilight Zone                       | Sean Moore                         | Episoden: Found and Lost                                                            |
| 2003      | CSI: Crime Scene Investigation          | Gregory Curtwell                   | Episoden: Coming of Rage                                                            |
| 2004      | Las Vegas                               | Connor Mills                       | Episoden: Things That Go Jump in the Night                                          |
| 2004      | Hope & Faith                            | Sig selv                           |                                                                                     |
| 2005-2006 | Freddie                                 | Chris                              | 22 episoder i serien                                                                |
| 2006      | George Lopez                            | Chris                              | Episoden: George Gets Cross Over Freddie                                            |
| 2008      | Terminator: The Sarah Connor Chronicles | Derek Reese                        | 23 episoder i serien                                                                |

### Film
| År   | Titel                                         | Rolle                 | Bemærkninger |
| ---- | --------------------------------------------- | --------------------- | ------------ |
| 1988 | Baby M                                        | Ryan Whitehead        | Tv-film      |
| 1990 | Kid                                           | Metal Louie           |              |
| 1991 | An American Summer                            | Charles 'Fin' Findley |              |
| 1991 | Kickboxer 2: The Road Back                    | Tommy                 |              |
| 1995 | She Fought Alone                              | Ethan                 | Tv-film      |
| 1996 | A Friend's Betrayal                           | Paul                  | Tv-film      |
| 1996 | Her Costly Affair                             | Jeff                  | Tv-film      |
| 1997 | Laws of Deception                             | Cal Miller            |              |
| 1997 | Unwed Father                                  | Jason Kempler         | Tv-film      |
| 2002 | Ronnie                                        | Stanley               |              |
| 2002 | Purgatory Flats                               | Randy Mecklin         |              |
| 2002 | Bleach                                        | Zach                  |              |
| 2003 | Southside                                     | Jack O'Malley         |              |
| 2003 | This Time Around                              | Drew Hesler           |              |
| 2003 | Fish Without a Bicycle                        | Ben                   |              |
| 2005 | Domino                                        | Sig selv              |              |
| 2006 | Grace                                         | Jimmy                 |              |
| 2007 | Untitled David Kohan/Max Mutchnick TV Project | Noah                  | Tv-film      |
| 2008 | Impact Point                                  | Holden                | Færdig       |
| 2008 | Urgency                                       | Tony West             |              |

### Awards & nomineringer
Los Angeles DIY Film Festival:
- 2004: Vandt: "Festival Prize – Best Dramatic Feature" for: Fish Without a Bicycle

Palm Beach International Film Festival:
- 2004: Vandt: "Special Jury Prize" for Fish Without a Bicycle

Philadelphia FirstGlance Film Festival:
- 2004: Vandt: "Festival Award – Best Feature" for: Fish Without a Bicycle

Young Artist Awards:
- 1988: Nomineret: "Best Young Actor Starring in a Television Drama Series" for: Knots Landing
- 1989: Nomineret: "Best Young Actor in a Nighttime Drama Series" for: Knots Landing
- 1990: Vandt: "Best Young Actor Starring in a TV Movie, Pilot or Special" for: Adventures in Babysitting
- 1991: Nomineret: "Best Young Actor Supporting or Re-Occurring Role for a TV Series" for: Beverly Hills, 90210
- 1992: Vandt: "Best Young Actor Co-starring in a Television Series" for: Beverly Hills, 90210